# 旭堂南鷹
旭堂 南鷹（きょくどう なんおう、1973年6月13日 - ）は、日本の講談師。本名∶吉松 洋一郎。大阪府出身。

## 来歴
大阪府茨木市生まれ。高校生のころ、講談を初めて生で見たこと、またマイケル・ジャクソンが自伝で「最も優れたエンターテインメントはストーリーテラー（語り部）である」と語っていたのを読んだことがきっかけで、講談に憧れるようになる。1991年、講談師の3代目旭堂小南陵に弟子入りし、旭堂南太平洋を名乗る。
自らが造詣を深める競馬に関する講談「競馬講釈」を創作し、日本を代表する名馬を取り上げた。1996年には、「南太平洋の競馬講釈会」と題する競馬講釈とレースの展望会を、GIレース開催時期にあわせて展開した。また、競馬関連のイベントの司会進行役も務めている。
2005年3月まで、NHK教育テレビ『ストレッチマン』にも出演していた。同年9月に開かれた「太平洋フェスティバル」で、小南陵から独立し、芸名を「太平洋」と改める。また、同年10月からはKBS京都テレビの『競馬中継』（『KEIBAワンダーランド』）の毎週日曜日放送分で1開催ごとに、しましまんずの池山心と交代で、2010年12月の番組終了までメインキャスターを務めた。
2014年1月、旭堂南左衛門（3代目旭堂南陵の弟子、4代目旭堂南陵の弟弟子）一門に入門し、芸名を「旭堂南鷹」に改める。